# Lira (strumento musicale)
La lira è uno strumento musicale a corde che fa parte della famiglia dei liuti a giogo; è composto da una cassa armonica alla quale sono attaccati due bracci verticali, uniti da una trasversa. Le corde, in numero variabile secondo i modelli, sono tese tra la cassa armonica e la traversa.

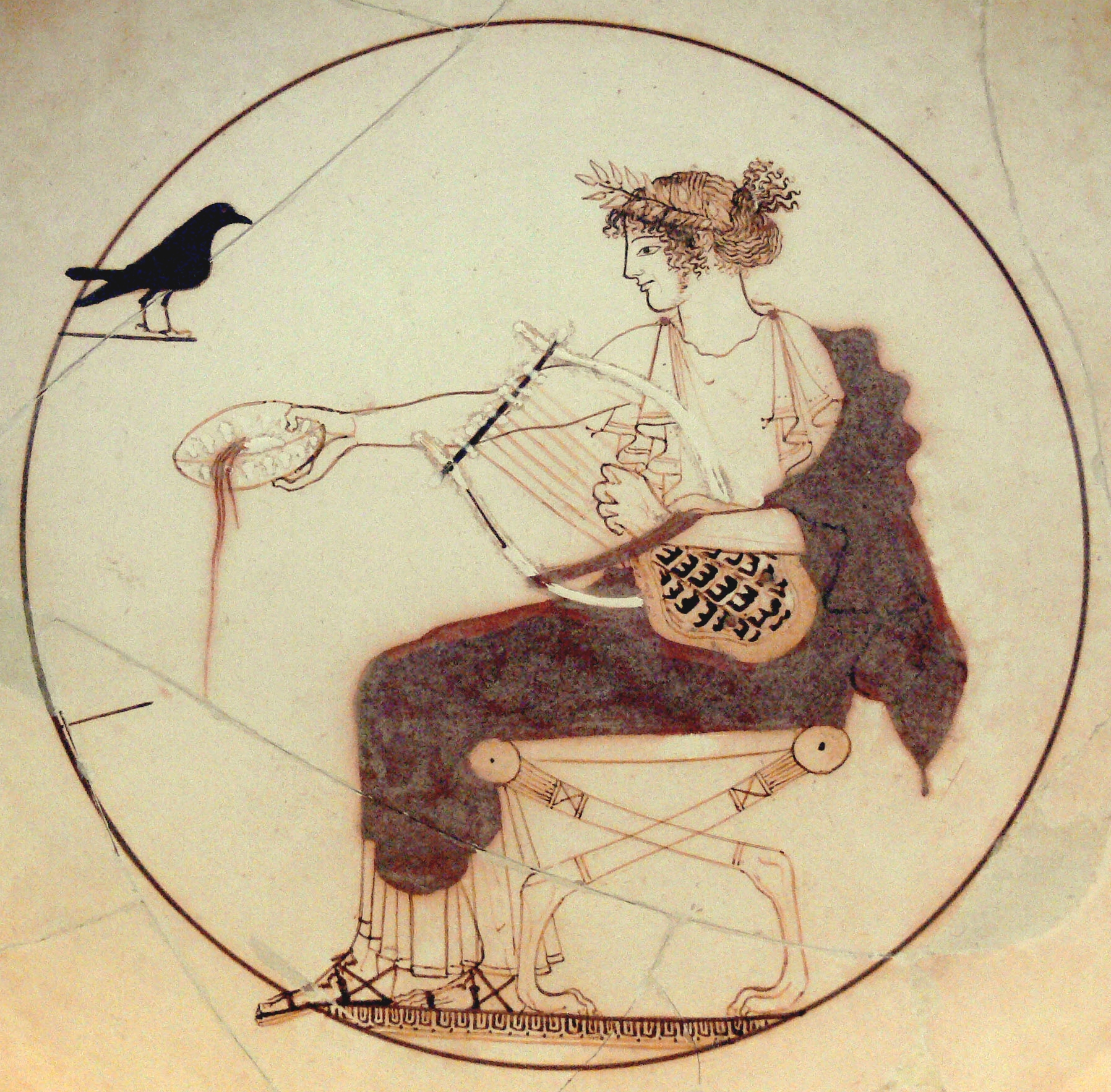
Apollo con la chelys-lyra, pittura vascolare greca, museo di Delfi, ca. 460 a.C.

## Mitologia
La lira è uno strumento musicale a corde; secondo la mitologia greca l'inventore della lira fu Hermes. Un giorno il dio trovò all'interno della grotta una tartaruga. Dopo averla uccisa, prese il carapace e tese al suo interno sette corde di budello di pecora, costruendo così la prima lira. Hermes la diede poi ad Apollo — in modo da scontare i suoi debiti (furto della mandria del dio) — che a sua volta la diede al figlio Orfeo. In epoca classica, la lira era in effetti associata alle virtù apollinee di moderazione ed equilibrio, in contrapposizione all'aulos, legato a Dioniso e che rappresentava estasi e celebrazione.
Non è noto dove sia nato lo strumento: sicuramente è stato importato in Grecia in epoca preclassica. Come luoghi di nascita, sono state proposte località nell'Europa meridionale, Asia occidentale e Nordafrica. Ancora oggi la lira viene suonata in alcune zone dell'Africa nordorientale.
Originariamente la lira aveva una cassa di risonanza formata da un guscio di testuggine sul quale venivano poste delle corna di animale.

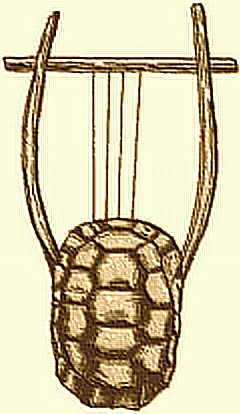
Lira originaria con corna e tartaruga

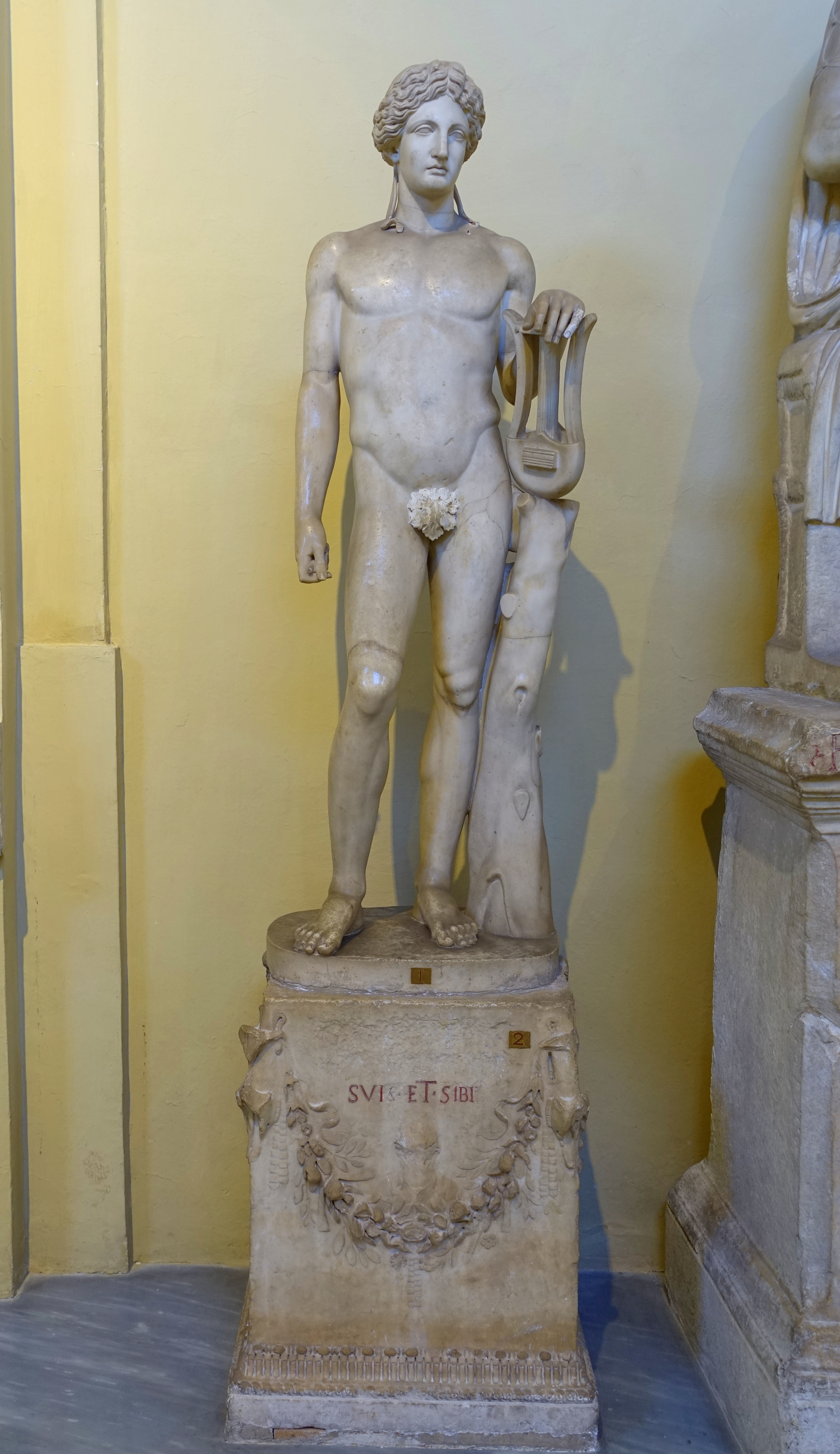
Apollo con la lira, ai Musei Vaticani